# Elliðaey (Västlandet)
Elliðaey är en ö i republiken Island.   Den ligger i regionen Västlandet, i den västra delen av landet, 40 km norr om huvudstaden Reykjavík.